# アルメニア＝ジョージア国境
アルメニア＝ジョージア国境（アルメニア＝ジョージアこっきょうアルメニア語: Հայաստան-Վրաստան սահման, グルジア語: სომხეთ-საქართველოს საზღვარი）は、アルメニアとジョージアの間の国境である。
西端のトルコとの三国国境に始まり、概ね東に進んで東端のアゼルバイジャンとの三国国境に至る。延長は219キロメートルである。東端付近でデベド川に沿って国境が蛇行する箇所がある。

## 歴史
コーカサス地方は19世紀を通して、衰退しつつあったオスマン帝国、ガージャール朝（ペルシャ）、南下を意図していたロシア帝国の間で争われていた。ロシアは、1801年に現在のジョージア東部のカルトリ・カヘティ王国を、1804年に現在のジョージア西部のイメレティ王国を併合した。1800年代、ロシアはペルシャとオスマン帝国の領土に侵攻し、国境を南に押し下げた。1804年から1813年までのロシア・ペルシャ戦争とその後のゴレスターン条約によって、ロシアは現在のアゼルバイジャンの大部分とアルメニアのシュニク地方南部を獲得した。
1826年から1828年までのロシア・ペルシャ戦争とその後のトルコマーンチャーイ条約により、ペルシャはナヒチェヴァンと現在のアルメニアの残りの領土をロシアに割譲した。ロシアはジョージアとアゼルバイジャンの領土に、チフリス、クタイス、バクー、エリザヴェトポリの各グベールニヤ（県）を設置した。

グルジア民主共和国の領有権主張。ピンクはアルメニアと係争中のロリ地方。

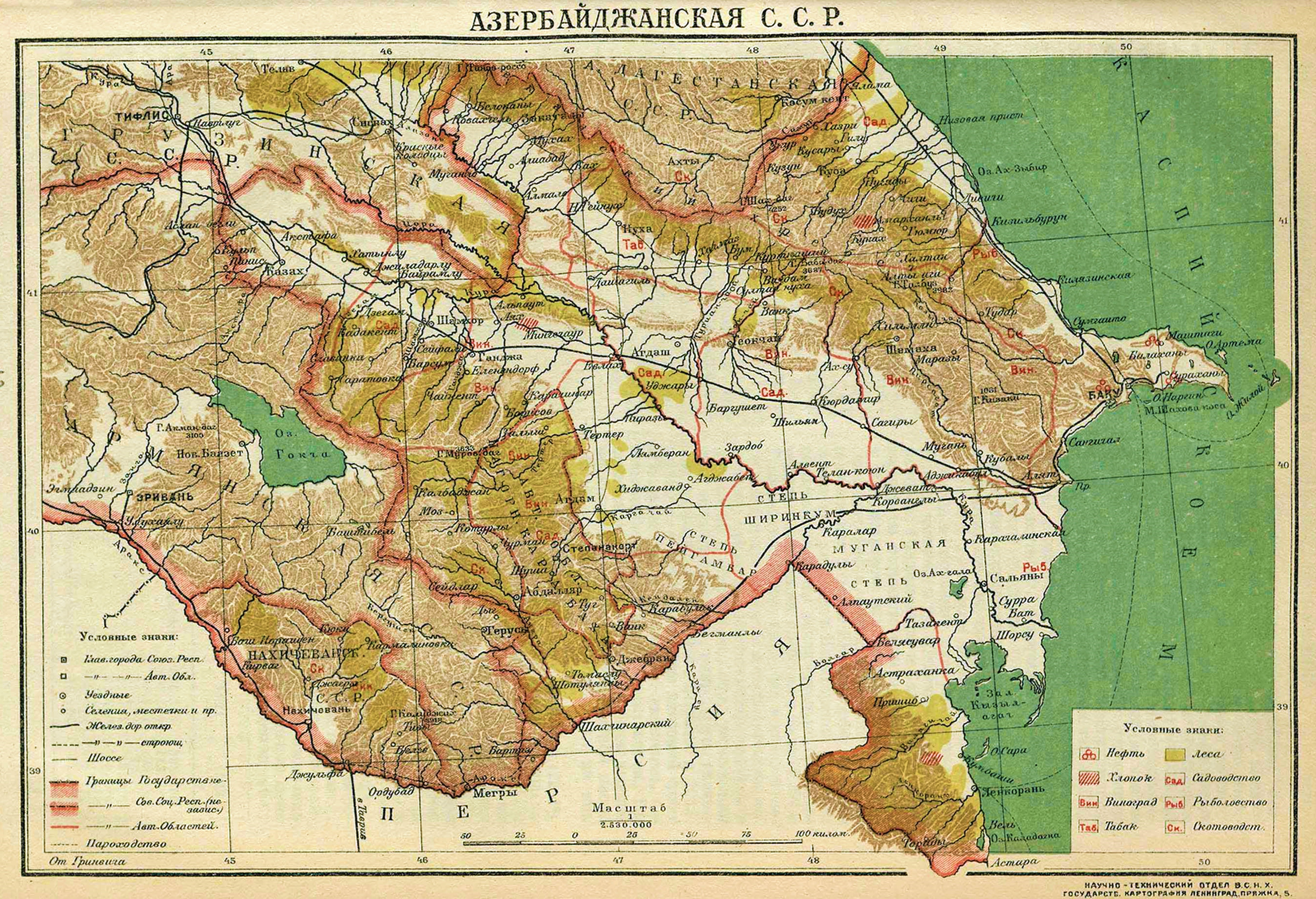
1926年当時のアルメニア・ソビエト社会主義共和国とグルジア・ソビエト社会主義共和国の国境。ボルチャルィ郡の北部はアルメニア領となっていた。

1917年のロシア革命の後、南コーカサスの人々は1918年4月にザカフカース民主連邦共和国(TDFR)の建国を宣言し、オスマン帝国との和平交渉を開始した。同年5月にジョージアが連邦から離脱し、その直後にアルメニアとアゼルバイジャンも脱退して連邦は崩壊し、3つの共和国の間の国境を巡って紛争が勃発した。1918年6月のバトゥム条約により、TDFRとオスマン帝国の敵対関係は終結した。1918年10月にオスマン帝国が現在のロリ地方から撤退すると、アルメニアとジョージアの間でこの地域の領有を巡る争いが起こった。その大部分は、旧チフリス県のボルチャルィ郡とアカルカラキ郡だった。ジョージア側は旧チフリス県の南側を国境とすべきと主張し、アルメニア側は現地に住む民族に応じて国境を引き直すべきだと主張した。国境問題解決のための和平交渉が決裂した後、10月に武力衝突が起こり、和平交渉が停滞し、12月には短期の戦争が起こった。1919年1月17日、イギリス軍のウィリアム・モンゴメリー・トムソンの仲介によって停戦協定が結ばれ、紛争地域は和平交渉締結までは中立地帯とすることとなった。その後、アルメニアとジョージアはトルコ東部のカルス地域に侵攻して占領した土地を併合し、その所有権を巡ってさらなる紛争を引き起こした。
1920年、ソビエトロシアの赤軍がアゼルバイジャンとアルメニアに侵攻し、翌1921年にジョージアにも侵攻して両国の独立が終了したことで、この領有権問題は無意味なものになった。この機に乗じてトルコがアルメニアの東部の土地を奪い返し（アルメニア・トルコ戦争）、ジョージアはトルコに占領される前に、アルメニアの承認を得てロリの中立地帯を占領した。1921年10月、カルス条約によってソ連とトルコの国境が確定され、現在のアルメニアとジョージアの国境の西端が確定した。1921年初頭、コーカサス地域における支配権を確立したソ連は、アルメニアとジョージアの間の最終的な国境画定を後援した。ロリ中立地帯は2つに分割され、1921年11月6日に最終的な取り決めを行った。これが現在のアルメニアとジョージアの国境である。1922年、アルメニアとジョージアはアゼルバイジャンとともにソ連領内のザカフカース社会主義連邦ソビエト共和国に編入されたが、1936年にアルメニア・ソビエト社会主義共和国、グルジア・ソビエト社会主義共和国として分離された。
1991年のソビエト連邦の崩壊に伴い構成共和国が独立し、構成共和国の境界がそのまま国境となった。1994年に国境画定作業が開始された。ジョージア国内には大規模なアルメニア人居住地域が存在し、アルメニアと接するサムツヘ＝ジャヴァヘティ州に集中している。しかし、両国の政府とも、旧ソ連時代の国境線からの変更を強くは求めていない。

## 国境通過点

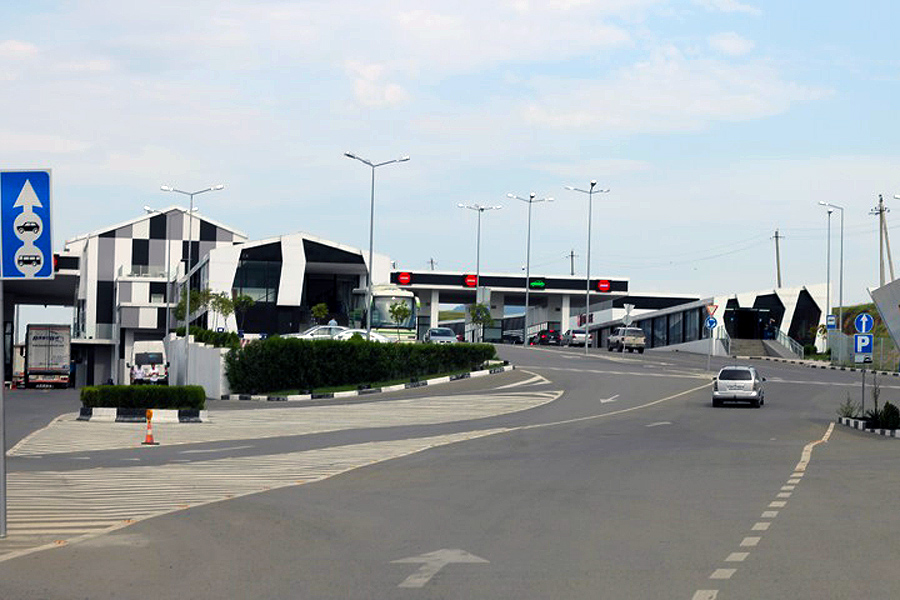
サダフロの国境通過点

アルメニア＝ジョージア国境を通る通行可能な通過点は以下の通りである。
- バグラタシェン（英語版） (ARM) – サダフロ（英語版） (GEO)[17]
- ゴガヴァン（英語版） (ARM) – ググティ (GEO)[17]
- プリヴォルノエ（英語版） (ARM) - アフケルピ（英語版） (GEO)
- バヴラ（英語版） (ARM) – ニノツミンダ（英語版） (GEO)[17][18]